# Genidens ancestralis
Genidens ancestralis es la única especie sólo conocida por el registro fósil de las que componen el género de peces silúridos marinos Genidens de la familia Ariidae, los que son popularmente conocidos como bagres de mar. Sus restos fueron colectados en el norte de la Patagonia argentina.

## Taxonomía
Esta especie fue descrita originalmente en el año 2011 por los especialistas Sergio Bogan y Federico L. Agnolin. Es la única de las 5 especies que integran el género Genidens en conocerse solo por material fósil, mientras que las restantres 4 habitan en aguas marinas costeras o estuariales del sudoeste del océano Atlántico austral.
Ejemplares tipo
El holotipo es el catalogado como MAP BAR 3839-26, un neurocráneo relacionado con un aparato de Weber, las subsecuentes 3 primeras vértebras precaudales, una placa nucal y un fragmento basal de su espina dorsal, además de elementos de la cintura pectoral y del esplacnocráneo, todos pertenecen a un mismo individuo.
El paratipo es el MAP BAR 3838-26, el cual se trata de un neurocráneo incompleto.
Localidad tipo
La localidad donde fue exhumado es el Puesto Picavea, situado en la región del Gran Bajo del Gualicho, una depresión endorreica ubicada en el área septentrional de la Patagonia esteparia, en el centro-norte de la provincia de Río Negro, al sur de la República Argentina.
Estrato portador
Los restos fueron colectados en el "Miembro Saladar" de la "Formación Gran Bajo del Gualicho", considerada como perteneciente al Mioceno Temprano alto a Mioceno Medio bajo. Dicho Miembro litológicamente destaca por poseer afloramientos de areniscas, coquinas y pelitas, lo cual se ha referido a un ambiente transgresivo de aguas marinas.
Características diagnósticas
Esta especie puede ser separada de las otras que componen el género por:
- Un proceso supraoccipital muy corto, el cual representa menos del 53 % de la longitud total del hueso supraoccipital;
- Mesetmoides amplio el cual muestra una notable escotadura mesial;
- Frontales que poseen un perfil casi plano, sin presentar una evidente curvatura dorsal;
- Margen lateral de los huesos esfenóticos rectilíneos;
- Extraescapular amplio de contorno en forma de subcírculo.[1]

Etimología
Etimológicamente el epíteto genérico Genidens se compone de la palabra en idioma griego geny que significa ‘mandíbula’ o ‘cara’ y de la palabra en latín dens que se traduce como ‘dientes’. El término específico ancestralis proviene del latín y significa ‘relacionado con los antepasados’, dando a entender que esta sería un antepasado de las especies vivientes del género.